# Eduard Bernstein
Eduard Bernstein (n. 6 ianuarie 1850, Friedrichstadt⁠(d), Regatul Prusiei, Imperiul German – d. 18 decembrie 1932, Berlin, Republica de la Weimar) a fost un filozof, economist și om politic de stânga din Germania.
Teoretician marxist, acesta a fost un susținător al social-democrației.
Acesta disprețuia protestele violente și protecționismul, considerând că cel din urmă este benefic pentru doar o mână mică de oameni.
De origine evreiască, acesta nu s-a identificat niciodată ca sionist.
Cu toate acestea, în perioada interbelică, observând măsurile violente luate de politicieni în cadrul problemei evreiești, acesta a devenit un simpatizant al mișcării.Acesta este cunoscut totodată ca fiind unul dintre primii socialiști care nu s-au opus homosexualității.